# Ren Long
Pour les articles homonymes, voir Ren.
Ren Long (en chinois : 任 龙), né le 21 décembre 1988 à Dalian, est un biathlète et fondeur chinois. 

## Biographie
En 2006, il participe aux Jeux olympiques de Turin en ski de fond.
En Coupe du monde de biathlon, il obtient ses premiers points et son meilleur résultat en 2008 à Holmenkollen, lorsqu'il termine 26e du sprint. Il inscrit des points aussi en mars 2011 à la poursuite d'Oslo (27e).
Il remporte une médaille d'or en relais aux Jeux asiatiques d'hiver de 2007 et quatre autres médailles aux Jeux asiatiques d'hiver de 2011.
Aux Jeux olympiques d'hiver de 2014, à Sotchi, il finit 82e du sprint et 65e de l'individuel.
Il se retire du biathlon en 2016.

## Palmarès en biathlon

### Jeux olympiques
| Épreuve / Édition | Sotchi 2014 |
| Sprint            | 82e         |
| Poursuite         | -           |
| Individuel        | 65e         |
| Mass start        | -           |
| Relais            | -           |
| Relais mixte      | -           |

### Coupe du monde
- Meilleur classement général : 86e en 2008.
- Meilleur résultat individuel : 26e.

#### Classements en Coupe du monde
| Saison    | Classement général final | Sprint | Poursuite | Individuel | Mass start |
| 2007-2008 | 86e                      | 73e    | -         | -          | -          |
| 2010-2011 | 94e                      | 95e    | 69e       | -          | -          |

### Jeux asiatiques
- Médaille d'argent du sprint et de l'individuel en 2007.
- Médaille d'argent du sprint et de l'individuel en 2011.
- Médaille de bronze de la poursuite et du relais en 2011.

## Palmarès en ski de fond

### Jeux olympiques
| Épreuve / Édition  | Turin 2006 |
| Poursuite 2× 15 km | 62e        |
| 50 km libre        | 63e        |